# Оямаа (река)
О́ямаа (устар. Ояма; эст. Ojamaa jõgi) — река на северо-востоке Эстонии, течёт по территории волостей Люганузе и Алутагузе в уезде Ида-Вирумаа. Правый приток среднего течения реки Пуртсе.
Длина реки составляет 27,2 км (по другим данным — 29 км). Площадь водосборного бассейна равняется 233,7 км² (по другим данным — 231 км²).
Начинается около деревни Кауквере. Среднее течение проходит по северо-западной окраине болота Мурака. Нижняя половина течения около одноимённой деревни соединена каналом с верховьями реки Кохтла. Устье Оямаа находится на высоте 40 м над уровнем моря, в 19 км по правому берегу Пуртсе, напротив деревни Уникюла.
Основными притоками являются ручьи Леппоя и Ратва.